# Chytra (przystanek kolejowy)

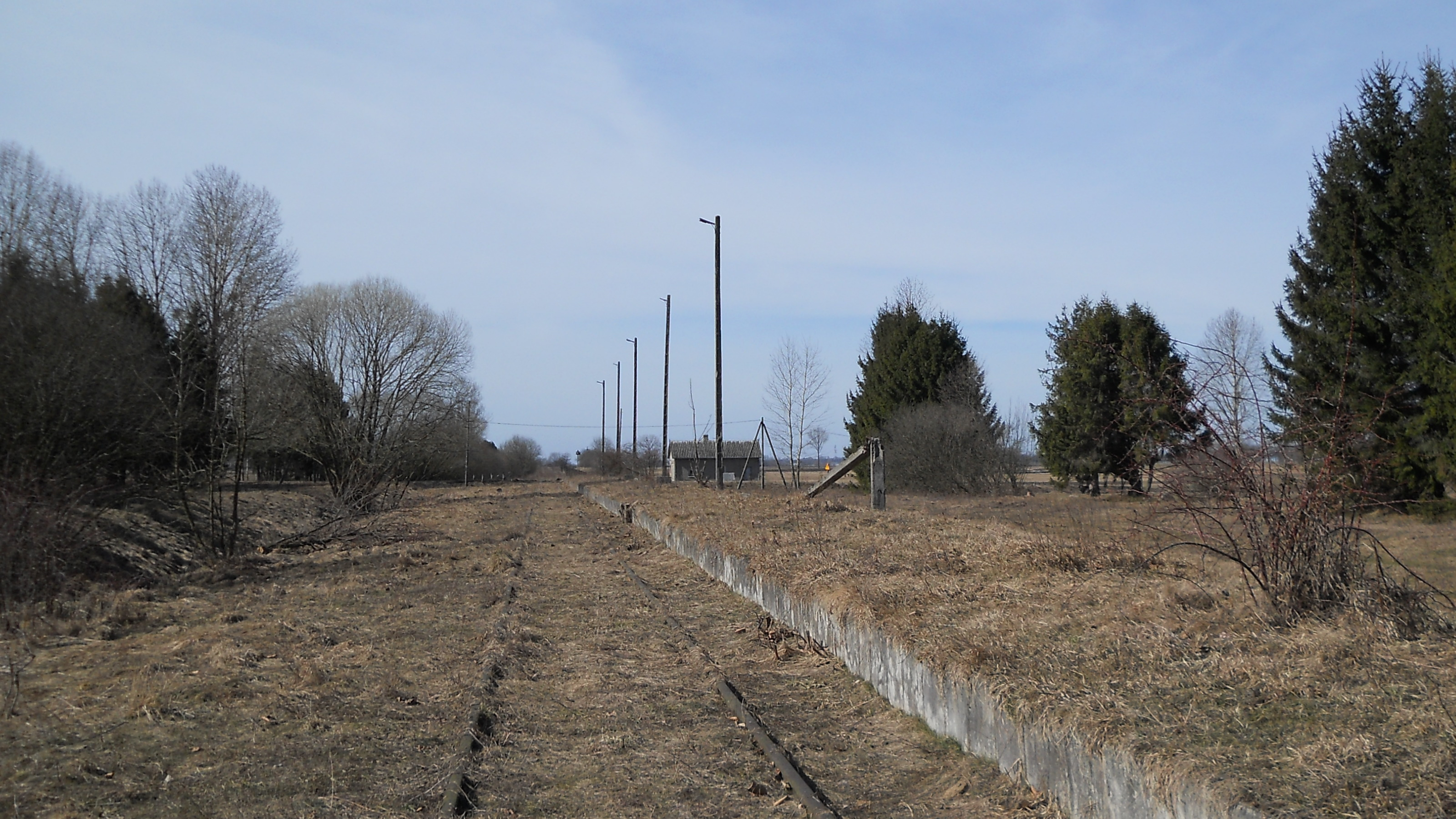
Widok na przystanek przed modernizacją.

Chytra – przystanek osobowy w Chytrej, w województwie podlaskim, w Polsce. W latach 2018–2020 wybudowano tam nowy peron.

## Ruch pasażerski
| Rok  | Wymiana pasażerska na dobę |
| ---- | -------------------------- |
| 2017 | –                          |
| 2022 | 0-9                        |